# Polo norte lunar

Mosaico da região do polo norte lunar feito pela LRO. O polo norte está no centro.

O polo norte lunar é o ponto no hemisfério norte da Lua onde o eixo de rotação lunar encontra sua superfície.
O polo norte lunar é o ponto mais ao norte da Lua, localizado diametralmente oposto ao polo sul lunar. Ele define a latitude de 90° norte. No polo norte lunar todas as direções apontam para o sul; todas as linhas de longitude convergem ali, então sua longitude pode ser definida como qualquer valor em graus.

## Cráteres
Cráteres notáveis na região polar norte da Lua (entre 60° de latitude norte e o polo norte) incluem: Avogadro, Bel'kovich, Brianchon, Emden, Gamow, Goldschmidt, Hermite, J. Herschel, Meton, Nansen, Pascal, Petermann, Philolaus, Plaskett, Pitágoras, Rozhdestvenskiy, Schwarzschild, Seares, Sommerfeld, Stebbins, Sylvester, Thales, Van't Hoff, W. Bond e Whipple.

## Exploração
A Astrobotic Technology propôs a missão Icebreaker, originalmente planejada para 2015, depois adiada para 2016 e posteriormente cancelada. Ela fazia parte de uma competição para vencer o Google Lunar X Prize.